# Східний енцефаломієліт коней
Східний енцефаломієліт коней (англ. Eastern equine encephalitis/encephalomyelitis) — гостре природно-осередкове нейроінфекційне трансмісивне захворювання, яке характеризується дифузним запаленням головного і спинного мозку, перебігає з високою гарячкою та виразними вогнищевими неврологічними симптомами.
Збудник хвороби входить до переліку патогенів, які можуть бути використані як біологічна зброя.

## Історичні відомості
Збудника хвороби вперше виявлено у 1938 році.

## Актуальність
Щорічно в США реєструється 12-17 випадків.

## Етіологія

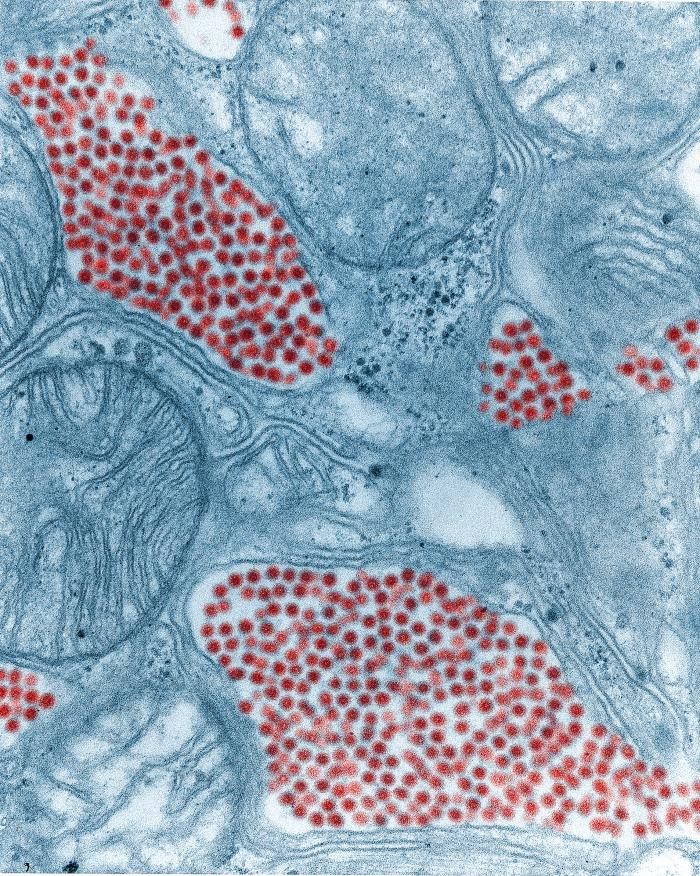
Вірус східного енцефаломієліту коней при електронній мікроскопії

Збудник належить до роду Alfavirus, куди також входять збудники західного енцефаломієліту коней і венесуельського енцефаломієліту, родини Togaviridae, екологічної групи арбовірусів. З альфавірусів збудник найбільш нагадує вірус західного енцефаломієліту коней, який ймовірно є його генетичним попередником. Збудник має 11508 нуклеотидних послідовностей із 84 % схожості з вірусом західного енцефаломієліту. Існують північні та південноамериканські варіанти, які виявлені на підставі результатів тестування на гемаглютинін.
Це РНК-вмісний вірус. Зовнішній шар складається з глікопротеїнової оболонки з виступами глікопротеїнових шипів, що знаходяться під ліпідним двошаровим матеріалом. Розрізняють кілька підтипів вірусу. Вірус інактивується через 15 хвилин при температурі 56 °C, під час кип'ятіння — за 2 хвилини. Добре зберігається при –70 °C та в 50 % гліцерині. УФ-промені вбивають вірус протягом 15 хвилин. Вірус росте на курячих ембріонах і в культурах тканин.

## Епідеміологічні особливості
Резервуаром вірусу в природі є лісові птахи, додатковим резервуаром є коні. Від людини передача не відбувається. Механізм передачі інфекції — трансмісивний, люди заражаються через укуси комарів Aedes spp., Culex spp., Coquillettidia spp. тощо, які харчуються кров'ю тварин і людини. Осередки виявлені в Північній (США) і Південній Америці (прибережні райони Мексики, північне узбережжя Південної Америки, Карибський басейн). Вірус у цих регіонах є антигенним варіантом північноамериканської форми. Також зустрічається в Таїланді, Філіппінах, Чехії, Словаччині, Польщі, Росії, Казахстані. У США головним переносником є Culiseta melanura. У Сполучених Штатах вірус найбільш поширений на схід від річки Міссісіпі (зокрема, в штатах Мічиган, Массачусетс, Нью-Йорк, Нью-Джерсі, Північна Кароліна, Південна Кароліна, Флорида, Луїзіана та Джорджія). Поширеність збільшується в середовищах з лісовими територіями, прилеглими до прісноводних боліт і водойм зі стоячою водою. Епідемії виникають пізно восени або навесні. Епізоотії у коней передують виникненню захворювань у людини на 1–2 тижні. Хворіють переважно діти і особи похилого віку, у інших Часто хвороба перебігає безсимптомно. Летальність маніфестних випадків складає 30–75 %. Імунітет стійкий довічний.

## Патогенез
Після укусу комара та первинної позанейронної реплікації вірус потрапляє у кров і досягає тканин головного і спинного мозку. Реплікація в нервових клітинах спричинює цитопатичний ефект і некроз як нейронів, так й клітин олігодендроглії, індукує точкову демієлінізацію, лімфомононуклеарну інфільтрацію навколо артеріол і венул. Переважно уражаються біла речовина головного та спинного мозку, коркові відділи, таламус і базальні ганглії, де розростається нейроглія. Також спостерігаються набряк і запальна інфільтрація мозкових оболон, може розвинутися судинне запалення з проліферацією ендотелію, тромбоз судин. У клітинах олігодендроглії може виявлятися сам вірус. Формування нейтралізуючих антитіл до його глікопротеїну сприяє одужанню. Персистенція вірусу в нервових клітинах не доведена.

## Клінічні прояви
Інкубаційний період триває 5–15 днів. Хвороба починається гостро з підвищення температури тіла до 39–40 °C, головного болю, блювання. Через 1–2 дні можливе покращення стану хворого, що триває 2–3 дні. Далі повторно підвищується температура, розвиваються менінгеальні симптоми, з'являються порушення свідомості аж до коми, епілептиформні судоми. Спостерігається дифузне підвищення м'язового тонусу, можливі парези і паралічі, ураження черепних нервів — найчастіше страждають VI (відвідний), VII (лицевий), а іноді XII (під'язиковий нерв). Відмічаються ознаки набряку-набухання головного мозку: відсутність черевних рефлексів, набряк обличчя і нижніх кінцівок, ціаноз. При ураженні стовбура головного мозку розвиваються розлади дихання. Хвороба триває 1–3 тижні. У реконвалесцентів можуть спостерігатися стійкі порушення функцій нервової системи у вигляді дизартрії, моторних розладів, судом, патологічних рефлексів, психічних порушень.

## Діагностика
У клінічному аналізі крові спостерігається нейтрофільний лейкоцитоз, при дослідженні спинномозкової рідини — спочатку невеликий плеоцитоз за рахунок нейтрофілів, а пізніше — лімфоцитів, підвищений вміст білка з формуванням білково-клітинної дисоціації. Для виявлення запальних вогнищ у мозкові речовині застосовують комп'ютерну томографію (КТ) та магнітно-резонансну томографію (МРТ). Радіографічні методи дослідження (КТ і МРТ) виявляють значні вогнища ураження в області базальних гангліїв, таламуса і стовбура мозку. Для виявлення можливої електричної вогнищевої гіперактивності мозку, що може свідчити про потенційну судомну готовність, використовують електроенцефалографію (ЕЕГ).
Підтвердження діагнозу проводиться через виділення вірусу з крові чи ліквору хворих у фазу гарячки, в разі смерті пацієнта — з тканини мозку. Проводиться полімеразна ланцюгова реакція (ПЛР). Основне значення в специфічній діагностиці належить серологічним методам: визначення антитіл класу IgM в імуноферментному аналізі (ІФА) в ранні терміни хвороби або визначення антитіл в реакції гальмування гемаглютинації (РГГА, 1–2-й тиждень хвороби), зв'язування комплементу (РЗК, 2–3-й тиждень) і нейтралізації (РН 3–4-й тиждень); в динаміці досліджують парні сироватки й оцінюють наростання титру. Перехресні серологічні реакції виключаються через те, що вірус немає спільних антигенів з іншими вірусами.

## Лікування
Специфічна етіологічна терапія не розроблена. Є свідчення про позитивний ефект рибавірину, хоча беззаперечних доказів не надано. Патогенетична терапія включає дезінтоксикацію, дегідратацію і препарати, що поліпшують мозковий кровоток, у тяжких випадках — респіраторна підтримка. Також за необхідності застосовують глюкокортикостероїди (рекомендуються дексаметазон, метилпреднізолон), жарознижувальні засоби (ацетоамінофен), анальгетики та протисудомні препарати (фенітоїн, діазепам). Антибіотики не є доцільними в цих ситуаціях і можуть тільки сприяти виникненню суперінфікування.
Напрямками перспективного лікування є:
- білки вірусної оболонки здатні бути функціонально активними у культурі, і в майбутньому вони можуть призвести до порушення субодиниці вірусу;
- антитіла з відповідною специфікою ослаблюють внутрішньоклітинні процеси, необхідні для реплікації вірусу на моделях тварин;
- цитотоксичні Т-клітини показали важливу роль у відновленні нервових уражень у мишей;
- моноклональні антитіла миші проти вірусу, вони нині не випробовані в клінічній практиці, але можуть в кінцевому підсумку стати формою імунодетекції або імунотерапії.

## Профілактика
У ветеринарії використовують інактивовану вакцину для птахів і коней. Лабораторних працівників також вакцинують за епідеміологічними показаннями інактивованою вакциною. Слід враховувати, що вакцина з північних штамів вірусу неефективна проти південних штамів. Велике значення в попередженні хвороби має боротьба з комарами (обробка водойм ДДТ[джерело?]) та індивідуальні засоби захисту (репеленти, протимоскітні сітки тощо).